# Anteos menippe
Anteos menippe är en fjärilsart som först beskrevs av Jacob Hübner 1818.  Anteos menippe ingår i släktet Anteos och familjen vitfjärilar. Inga underarter finns listade i Catalogue of Life.

## Bildgalleri

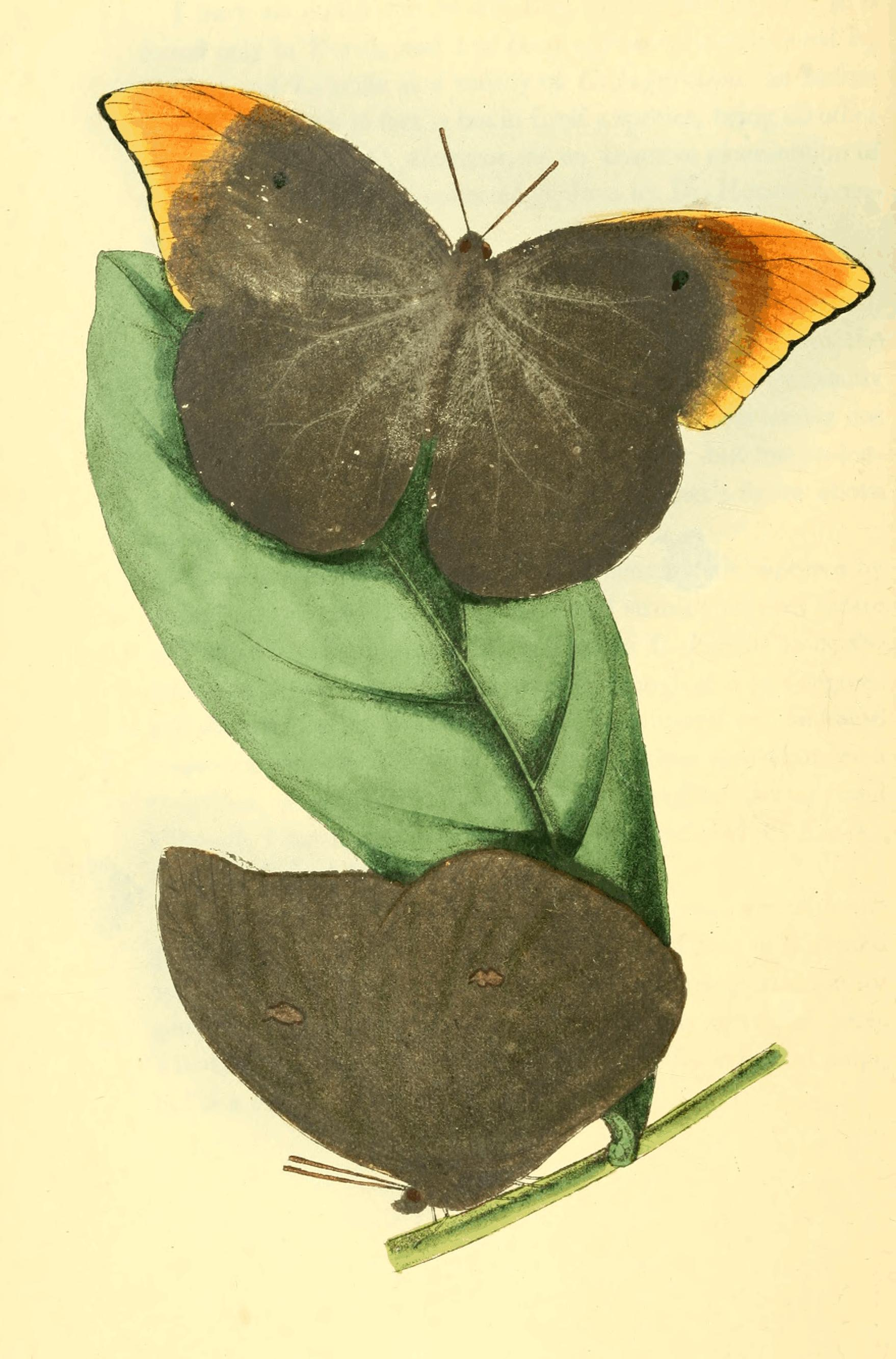